# هتلر ووسائل الإعلام

غلاف كتاب عن هتلر، من تأليف يونس بحري

كان هتلر خطيبًا مفوهًا استولى على ألباب الكثيرين بضربات يده على المنصة التي كان يقف خلفها وهو يلقي خطاباته، وبصوته الهادر وخطبه الحماسية. وكان يصقل مهاراته بإلقاء الخطب على الجنود خلال عامي 1919 و1920. وأصبح ماهرًا في التحدث إلى الناس بما يريدون أن يسمعوه منه «الخيانة التي طعنت الجيش الألماني في الظهر أثناء الحرب العالمية الأولى، والخطة اليهودية الماركسية لغزو العالم، والخيانة التي تعرضت لها ألمانيا في معاهدة فرساي». وكان هتلر ماهرًا أيضًا في العثور على كبش فداء يلقي عليه باللوم على ما يلحق بشعبه من مصائب. ومع مرور الوقت، تمكن هتلر من الوصول إلى حد الكمال في أدائه أمام الجماهير عن طريق التدرب أمام المرآة والعزف الماهر على أوتار المشاعر أثناء عروضه. وقد تدرب هتلر على يد أحد الأشخاص الذي كان يدعي كذبًا قدرته على استبصار المستقبل، وقد ركز على استخدام اليد والإيماءات التي يمكن القيام بها عن طريق الذراع. وتحدث عنه ألبرت سبير الذي كان وزيرًا للذخيرة في عهده ومعماريًا - والذي كان يعرف هتلر كما كان الجميع يعرفه - فقال إنه كان قبل كل شيء آخر ممثلاً بارعًا.
تم تصميم الاجتماعات السنوية الحاشدة التي كان ينظمها ألبرت سبير من أجل إطلاق شرارة ٍإقناع الذات في نفوس المشاركين فيها. وكان المشاركين في هذه الاجتماعات السنوية يعززون التزامهم تجاه الحركة النازية عن طريق حضور في الاجتماعات السنوية، والاشتراك في المسيرات، ورفع أصواتهم بالتحية للقائد، وأداء التحية العسكرية بيد ثابتة وقوية. ويمكن إدراك هذه الأمور بشكل كامل من مشاهدة الفيلم الدعائي الذي يحمل اسم انتصار الإرادة (بالإنجليزية: Triumph of the Will)؛ والذي قام بإخراجه ليني ريفنستال ليصور الاجتماع السنوي للحزب النازي الذي تم عقده في نورنبيرغ في عام 1934. وقد قام المخرج بتصوير هتلر من زاوية عالية أو منخفضة فقط، ولكن لم يقم بتصويره من الأمام مباشرة إلا مرتين فقط. والتقاط الكاميرا الصور له من هذه الزوايا تضفي عليه هالة من التقديس. وكان بعض من ظهروا في الفيلم ممثلين تقاضوا أجرًا عن قيامهم بالتمثيل في هذا الفيلم الدعائي، ولكن لم يكن معظم من شاركوا فيه من الممثلين. ولم يتم أبدًا الكشف عما إذا كان الفيلم قد استعان ببعض المنضمين حديثًا للحزب النازي من بين رواد المسرح. وربما تكون محاولات إقناع الذات قد تركت أثرها على هتلر نفسه. وكان هتلر يلقي بالخطبة نفسها (ويصقلها بلسانه المعسول لدرجة أكبر في كل مرة) مئات المرات؛ فيلقيها أولاً أمام الجنود ثم يقوم بإلقائها في النوادي المنتشرة في كل أنحاء ألمانيا والتي كان يرتادها الشعب الألماني. وربما كانت هذه العروض هي ما أضافت المزيد والمزيد إلى الأحقاد التي كان يضمرها في نفسه؛ خاصةً تلك الكراهية الشديدة التي كان يضمرها لليهود والتي استولت عليه تمامًا.

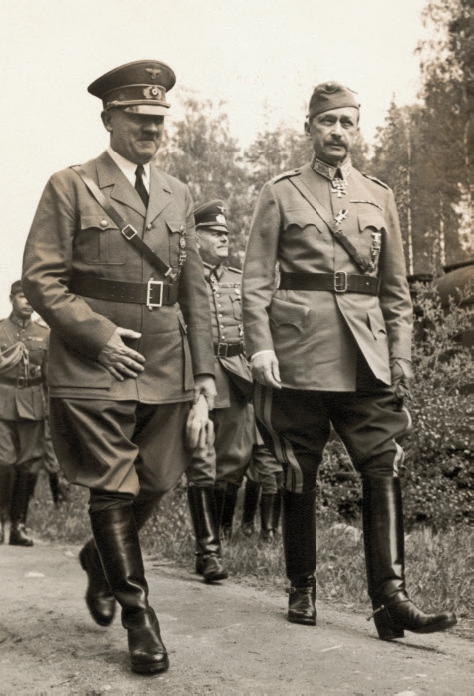
هتلر مع البارون مانرهايم في يونيو من عام 1942

## ما تم تسجيله من أحاديث هتلر الخاصة
وقد قام هتلر بزيارة المشير الفنلدي مانرهايم، في الرابع من شهر يونيو في عام 1943. وأثناء هذه الزيارة، قام أحد المهندسين العاملين في شركة هيئة الإذاعة الفنلندية YLE، ويدعى ثور دامن بتسجيل نص الحوار الذي دار بين هتلر ومانرهايم؛ وهو تصرف لا بد وأنه قد قام به في الخفاء لأن هتلر لم يكن ليسمح بتسجيل محادثاته الشخصية دون إذن منه ودون أن يتحضر لذلك. ويعتبر هذا التسجيل اليوم هو التسجيل الوحيد المعروف لهتلر وهو يتحدث بلهجة غير رسمية. والتسجيل يعرض لمحادثة خاصة مدتها إحدى عشرة دقيقة ونصف بين القائدين. ويتحدث هتلر بطريقة يظهر فيها قليلاً من الإثارة وبالرغم من ذلك فهي طريقة تتسم بالتحرر الفكري (وذلك إذا ما تمت مقارنة الطريقة التي يتحدث بها بتلك التي كان يتحدث بها الرجال الذين ينتمون للطبقة العاملة في زمنه). ومعظم التسجيل عبارة عن مونولوج يتحدث فيه هتلر. وفي المحادثة، يعترف هتلر بفهمه لقدرة الإتحاد السوفيتي على الدخول في حرب (وتوجد بعض النسخ من هذا الحوار باللغة الإنجليزية).

## أسطوانة Patria المصورة
وقد تم إصدار أسطوانة مصورة تحمل سبع صور وواحداً من خطابات أدولف هتلر. وهذه الأسطوانة تحمل اسم الوطن (بالألمانية: Partia). وتحمل واجهة الأسطوانة صورة لهتلر وهو يلقي بأحد خطاباته، كما أن عليها تسجيل لأحد خطابات هتلر وكذلك خطاب لواحد من أعضاء الحزب النازي. أما الوجه الآخر للأسطوانة فيصور يد تحمل العلم المرسوم عليه الصليب المعقوف، كذلك عليها (بالألمانية: Carl Woitschach recording (1933—Telefunken A 1431) "In Dem Kampf um die Heimat—Faschistenmarsch").

## الأعمال الوثائقية التي تؤرخ لعهد الرايخ الثالث
ظهر هتلر في سلسلة من الأفلام، كما ارتبطت شخصيته بالبعض الآخر من الأفلام بدرجات متفاوتة؛ وذلك في أفلام من إخراج ليني ريفنستال التي قام بإخراجها في Universum Film AG أو UFA؛ وهو أكبر الاستديوهات الخاصة بصناعة السينما في عهد الرايخ الثالث؛
- انتصار الإيمان ((بالألمانية: Der Sieg des Glaubens)، تم تصويره في عام 1933).
- انتصار الإرادة ((بالألمانية: Triumph des Willens)، وتم تصويره في عام 1934).
- يوم الحرية: قواتنا المسلحة ((بالألمانية: Tag der Freiheit: Unsere Wehrmacht)، وتم تصويره في عام 1935).
- أوليمبيا (فيلم) ((بالألمانية: Olympia)، وتم تصويره في عام 1938).

وكان هتلر هو الشخصية المحورية في الأفلام الثلاثة الأولى؛ وركزت هذه الأفلام على الاجتماعات السنوية الخاصة بالحزب النازي في السنوات التي تم إنتاج هذه الأفلام فيها ويمكن اعتبارها أفلامًا دعائية. وقد تم تصوير هتلر بشكل واضح في الفيلم الذي يحمل عنوان أوليمبيا. ولا يزال الجدال قائمًا حول اعتبار الفيلم الأخير فيلمًا دعائيًا أو فيلمًا وثائقيًا حقيقيًا. وعلى أي حال، يعمل الفيلم على تخليد دورة الألعاب الأوليمبية التي تمت إقامتها في عام 1936، وينشر الرسالة الدعائية التي حرصت هذه الأوليمبياد على نشرها بتصويرها لألمانيا تحت الحكم النازي تعيش في رخاء وتتطلع للسلام. كذلك، تم تصوير هتلر - بصفته شخصية سياسية بارزة - في العديد من الأفلام الإخبارية القصيرة التي يتم عرضها في دور السينما.

## التليفزيون
تم تصوير حضور هتلر للعديد من الحفلات الرسمية والمناسبات الاجتماعية - بما في ذلك دورة الألعاب الأوليمبية الخاصة بعام 1936والاجتماعات السنوية للحزب النازي التي كان يتم عقدها في مدينة نورنبيرغ - على الشبكات التليفزيونية في الفترة ما بين عامي 1935 و1939. وكانت تتم إعادة عرض هذه الأحداث - بالإضافة إلى غيرها من البرامج التي تلقي الضوء على الأنشطة التي يقوم بها الموظفون الرسميون - في قاعات المشاهدة العامة. وقد تم تقديم نماذج من عدد من الأفلام التي حفظها لنا التاريخ منذ عهد ألمانيا النازية في الفيلم الوثائقي الذي تم إنتاجه في عام 1999 تحت عنوان التليفزيون تحت حكم الصليب المعقوف (بالألمانية: Das Fernsehen unter dem Hakenkreuz).

## الأعمال الوثائقية التي تم إنتاجها بعد سقوط الرايخ الثالث
- العالم في حالة حرب (بالإنجليزية: The World at War) وقد تم إنتاجه في عام 1947.

وهي سلسلة من إنتاج Thames Television تعرض الكثير من المعلومات عن هتلر وعن ألمانيا النازية، ويتضمن ذلك مقابلة شخصية مع سكرتيرة هتلر - تراودل يونج.
- الايام الاخير في حياة أدولف هتلر (بالإنجليزية: Adolf Hitler's Last Days).

وهي سلسلة من إنتاج بي بي سي تحمل عنوان «أسرار الحرب العالمية الثانية» (بالإنجليزية: Secrets of World War II)، وهي تحكي عن الأيام الأخيرة التي قضاها هتلر أثناء الحرب العالمية الثانية.
- النازيين: تحذير يطل علينا برأسه القبيح من قلب التاريخ (بالإنجليزية: The Nazis: A Warning From History)، وقد تم إنتاجه في عام 1997.

وهي سلسلة من ستة أجزاء من إنتاج بي بي سي عن الطريقة التي تقبل بها المثقفون والمتعلمون الألمان هتلر والنازيين حتى وقت سقوط النازية. وكان المستشار التاريخي لهذا العمل هو ايان كيرشو.
- النقطة العمياء (بالألمانية: Im toten Winkel—Hitlers Sekretärin) ، وقد تم إنتاجه في عام 2002.

والعمل عبارة عن مقابلة شخصية حصرية استغرقت تسعين دقيقة مع تراودل يونغه؛ سكرتيرة هتلر.والفيلم أخرجه المخرج النمساوي اليهودي اندريه هيلر، وذلك قبل وفاة تراودل بفترة قصيرة على إثر إصابتها بسرطان الرئة واسترجعت فيه تراودل ذكريات الأيام الأخيرة في قبو القائد في برلين.وقد تمت الاستعانة بمقتطفات من هذه المقابلة في فيلم السقوط (بالألمانية: Downfall).
- مهندس النهاية (بالألمانية: Undergångens arkitektur) ، وقد تم إنتاجه في عام 1989.

وهو عمل وثائقي عن مفهوم حب الجمال من وجهة النظر الوطنية الاشتراكية التي رآها هتلر.
- التليفزيون تحت حكم الصليب المعقوف (بالألمانية: Das Fernsehen unter dem Hakenkreuz) ، وقد تم إنتاجه في عام 1999.

وهو عمل وثائقي قدمه مايكل كلوفت عن الاستخدام الوطني للتليفزيون في ألمانيا في عهد النازية للأغراض الدعائية ما بين عامي 1935 و1944.

## الأعمال الدرامية التي تناولت النازية
- هتلر: الأيام العشرة الاخيرة في حياته (بالإنجليزية: Hitler: The Last Ten Days)، وقد تم إنتاجه في عام 1973.

ويعرض الفيلم الأيام الأخيرة من حياة هتلر التي انتهت بوفاته، والفيلم من تمثيل سيرأليك جينيز.
- هتلر: فيلم من ألمانيا (بالإنجليزية: Hitler: A Film from Germany)) (بالألمانية: Hitler—Ein Film aus Deutschland)، والعمل من إنتاج عام 1977.

والعمل مدته سبع ساعات ويتكون من أربعة أجزاء.واستعان المخرج في هذا الفيلم بمقتطفات وثائقية، وخلفيات من الصور الفوتوغرافية، وعرائس متحركة، ومشاهد تم عرضها على خشبة المسرح، وغيرها من العناصر.
- القبو (بالألمانية: The Bunker)، وقد تم إنتاجه في عام 1978.

ويعرض الفيلم الأحداث التي دارت في الأيام الأخيرة في قبو القائد من يوم السابع عشر من يناير وحتى يوم الثاني من مارس في عام 1945. وقد تم تحويل هذا العمل إلى فيلم تليفزيوني بعنوان القبو (بالألمانية: The Bunker)، وذلك في عام 1981 من تمثيل انتوني هوبكنز
- الوطن (فيلم) (بالإنجليزية: Fatherland) (بالألمانية: Patria)، والعمل من إنتاج عام 1994.

والعمل عبارة عن رؤية افتراضية لألمانيا خلال عام 1964 في حالة انتصار هتلر في الحرب العالمية الثانية. والعمل مأخوذ من الرواية التي كتبها الصحفي السابق روبرت هاريس.
- المرآة الخاوية (بالإنجليزية: The Empty Mirror)، والعمل من إنتاج عام 1996.

وهو دراما نفسية تتأمل في الأحداث التي وقعت بعد عهد هتلر (وصور هذه الأحداث نورمان رودواي الذي عاصر سقوط ألمانيا النازية).
- ماكس (فيلم) (بالإنجليزية: Max)، العمل من إنتاج عام 2002.

وهو دراما قصصية تصور الصداقة التي جمعت بين تاجر فنون يهودي وهو ماكس روثمان (ويمثل الشخصية جون كوساك)، وبين أدولف هتلر الشاب (ويمثل الشخصية نوه تايلور)، وذلك عندما صادفه الفشل كرسام في فيينا.
- هتلر: الشر يبعث حيا (مسلسل) (بالإنجليزية: Hitler: The Rise of Evil)، والعمل من إنتاج عام 2003.

وهو عبارة عن مسلسل تليفزيوني من جزئين يحكي عن السنوات الأولى في حياة أدولف هتلر وعن صعوده للحكم (وذلك حتى عام 1933)، وقام بتنثيل دور البطولة في الفيلم روبرت كارلايل.
- السقوط (بالألمانية: Der Untergang)، والعمل من إنتاج عام 2004.

وهو فيلم ألماني عن الأيام الأخيرة من عمر هتلر وعمر الرايخ الثالث. وأدى دور البطولة في الفيلم برونو جانزويعتمد الفيلم جزئيًا على السيرة الذاتية الخاصة تراودل؛ وهي السكرتيرة المقربة إلى هتلر.وفي عام 2002، صرحت تراودل بأنها تشعر بالذنب لأنها «كانت معجبة بأعتى المجرمين في تاريخ البشرية.»
- فالكايري (بالألمانية: Valkyrie)، والعمل من إنتاج عام 2008.

ويصور هتلر - الذي قام بأداء دوره دافيد بامبر - كهدف لمحاولة اغتيال مدانة قام بها شتاوفنبرج.
- تستطيع الآن مقابلة د.فرويد يا سيد هتلر (بالإنجليزية: Dr Freud Will See You Now Mr Hitler)، والعمل من إنتاج عام 2008.

وهو دراما إذاعية كتبها لورانس ماركس وموريس جران، وتقدم سيناريو تخيلي يقوم فيه سيجموند فرويد بعلاج هتلر الشاب.وقد قام الممثل توبي جونز بأداء دور هتلر.